# 谷和義
谷 和義（たに かずよし、1952年9月13日 - ）は、日本の経営者。バンドー化学社長を務めた。兵庫県神戸市出身。

## 経歴
1976年に神戸大学工学部システム工学科を卒業し、同年にバンドー化学に入社。2004年6月に取締役に就任し、2005年9月に常務を経て、2007年6月には社長に就任。2013年4月に副会長に就任し、翌年6月からは顧問技監を務めた。